# Jan Antoni Simon

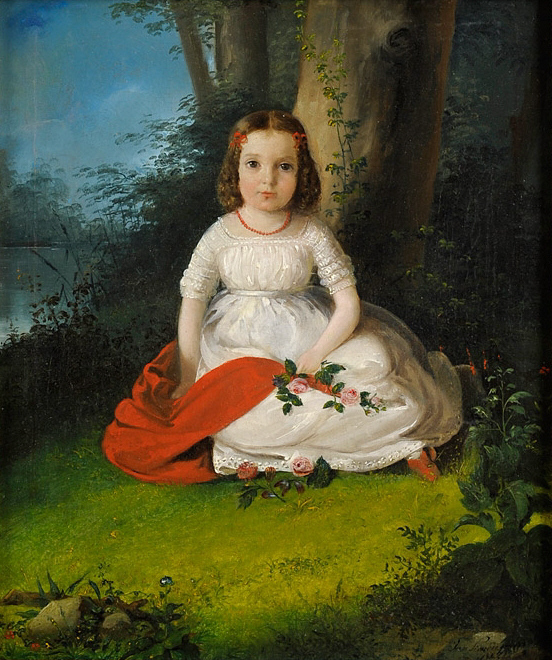
Dziewczynka z czerwonym szalem z 1842 roku

Jan Antoni Simon (ur. 8 czerwca 1815 w Lesznie, zm. 9 lutego 1864 w Poznaniu) – polski malarz epoki biedermeieru.

## Życiorys
Był synem leszczyńskiego krawca spokrewnionego prawdopodobnie z poznańskim litografem, Karolem Antonim Simonem. Malował przede wszystkim portrety ziemiaństwa, mieszczaństwa i inteligencji wielkopolskiej. Być może studiował w Monachium. W 1841 i 1845 wystawiał w Poznaniu. Przebywał na dworach Potockich i Lubowidzkich oraz odbył podróż do Odessy. Najlepszym jego dziełem był Portret rodziny Carqueville o wysokim poziomie artystycznym. Pochowany został przy kościele św. Rocha w Poznaniu (grób jest zachowany). 
Był spokrewniony z malarzem Władysławem Simonem. Miał żonę (ślub w 1852).